# Drymodromia seticosta
Drymodromia seticosta är en tvåvingeart som beskrevs av Jones 1940. Drymodromia seticosta ingår i släktet Drymodromia och familjen dansflugor.
Artens utbredningsområde är Kenya. Inga underarter finns listade i Catalogue of Life.